# Ehretia acuminata
Espèce
Classification phylogénétique
Ehretia acuminata est un arbre caduc d’Asie de l’Est, tropicale et subtropicale - Chine, Japon Bhoutan, Népal, Laos, Vietnam - et d’Australasie - Nouvelle-Guinée, Australie -.

## Description
Ehretia acuminata est un arbre de taille moyenne - 10 à 15 m de haut - (une hauteur de 30 mètres a été signalée).
L’écorce est grise aux fissures verticales.
Les feuilles sont simples, alternes, finement et régulièrement dentées, au pétiole de 1,5 à 2,5 cm, elliptiques ou oblongues à ovales, de 5 à 13 cm de long et 4 à 6 de large.
Les inflorescences sont des cymes terminales portant de nombreuses fleurs blanches et parfumées.
Les fleurs sont hermaphrodites : calice de 1,5 à 2 mm, corole campanulée de 3-4 mm, 5 étamines de 2 - 3 mm, style de 1,5 - 2,5 mm.
Le fruit est une drupe, jaune orangé à maturité, de 4 à 5 mm de diamètre. Comme l’ensemble du genre, il contient quatre graines. L’endocarpe du fruit est divisé en deux, chaque partie contenant deux graines.

## Variétés
Plusieurs variétés ont été recensées :
- Ehretia acuminata var. acuminata R.Br. - 1868
- Ehretia acuminata var. grandifolia Pamp. - 1910
- Ehretia acuminata var. laxiflora Benth. - 1868
- Ehretia acuminata var. obovata (Lindl.) I.M. Johnst. - 1951
- Ehretia acuminata var. pilosula (F.Muell.) I.M.Johnst. - 1951
- Ehretia acuminata var. polyantha I.M. Johnst. - 1951
- Ehretia acuminata var. pyrifolia (D.Don) I.M.Johnst. - 1951
- Ehretia acuminata var. serrata (Roxb.) I.M. Johnst. - 1951

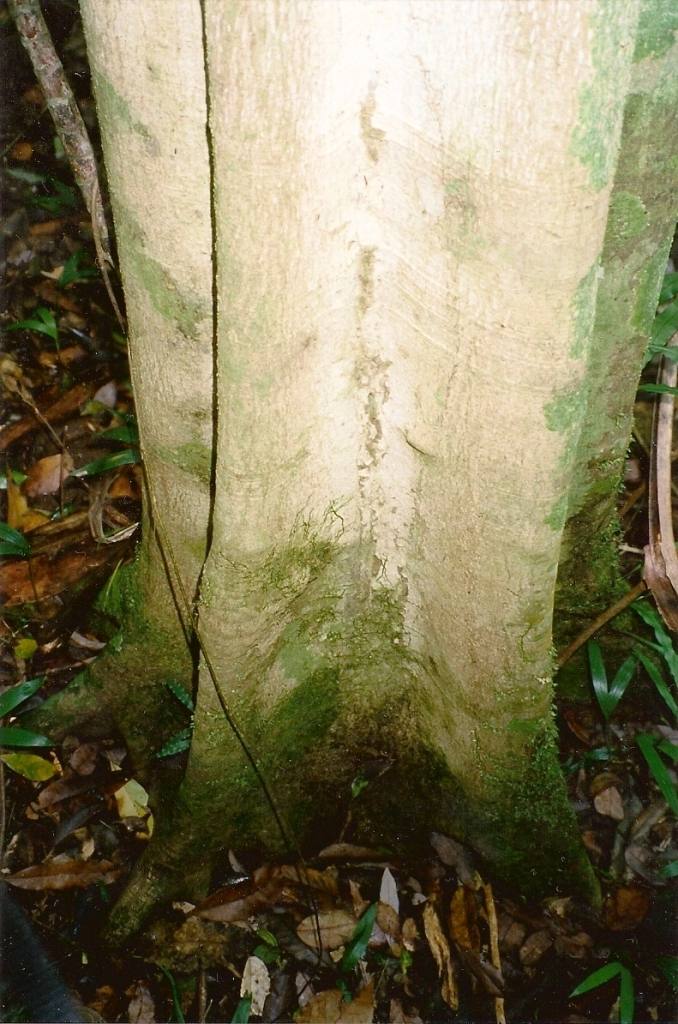
Tronc
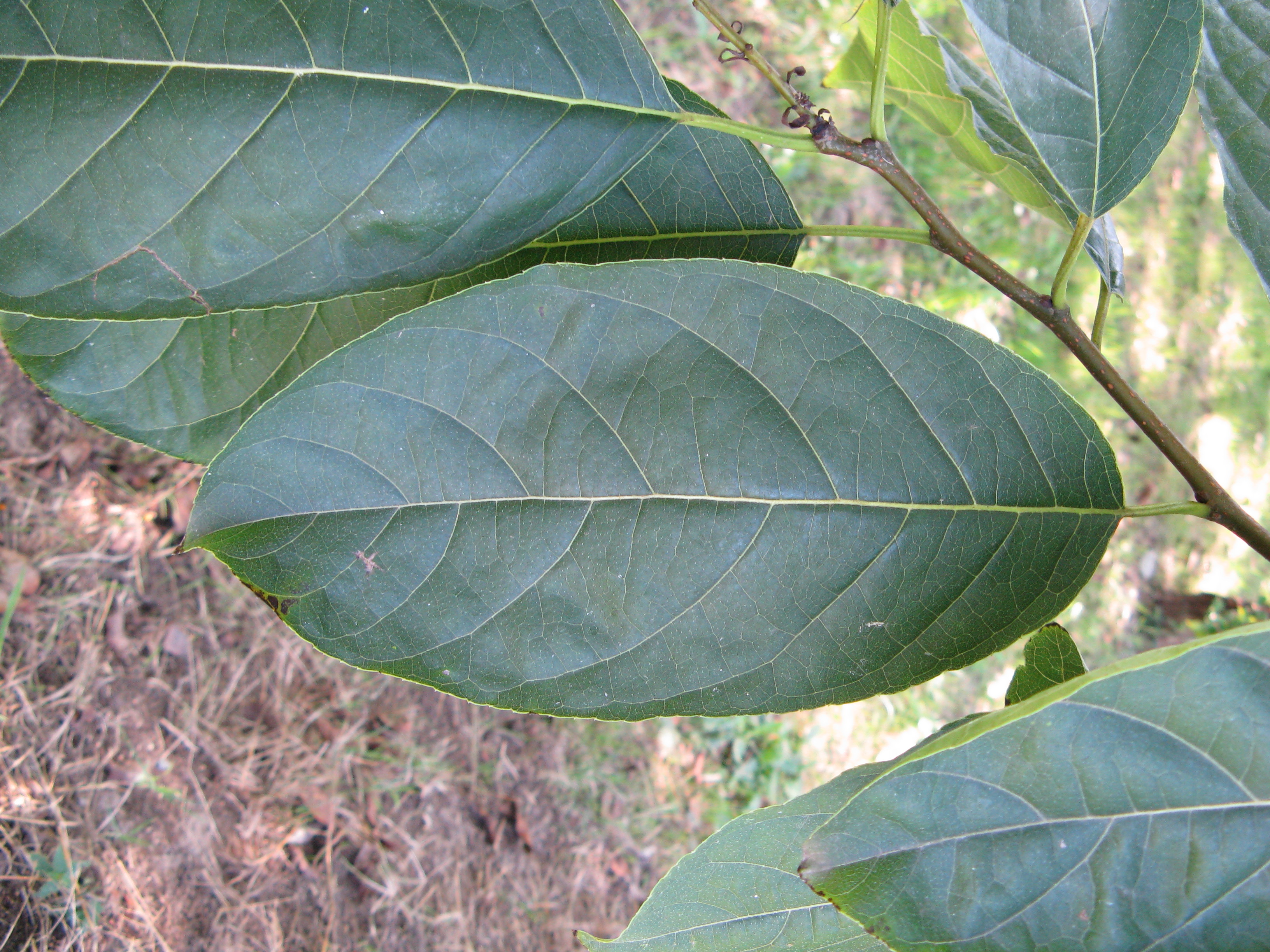
Feuilles
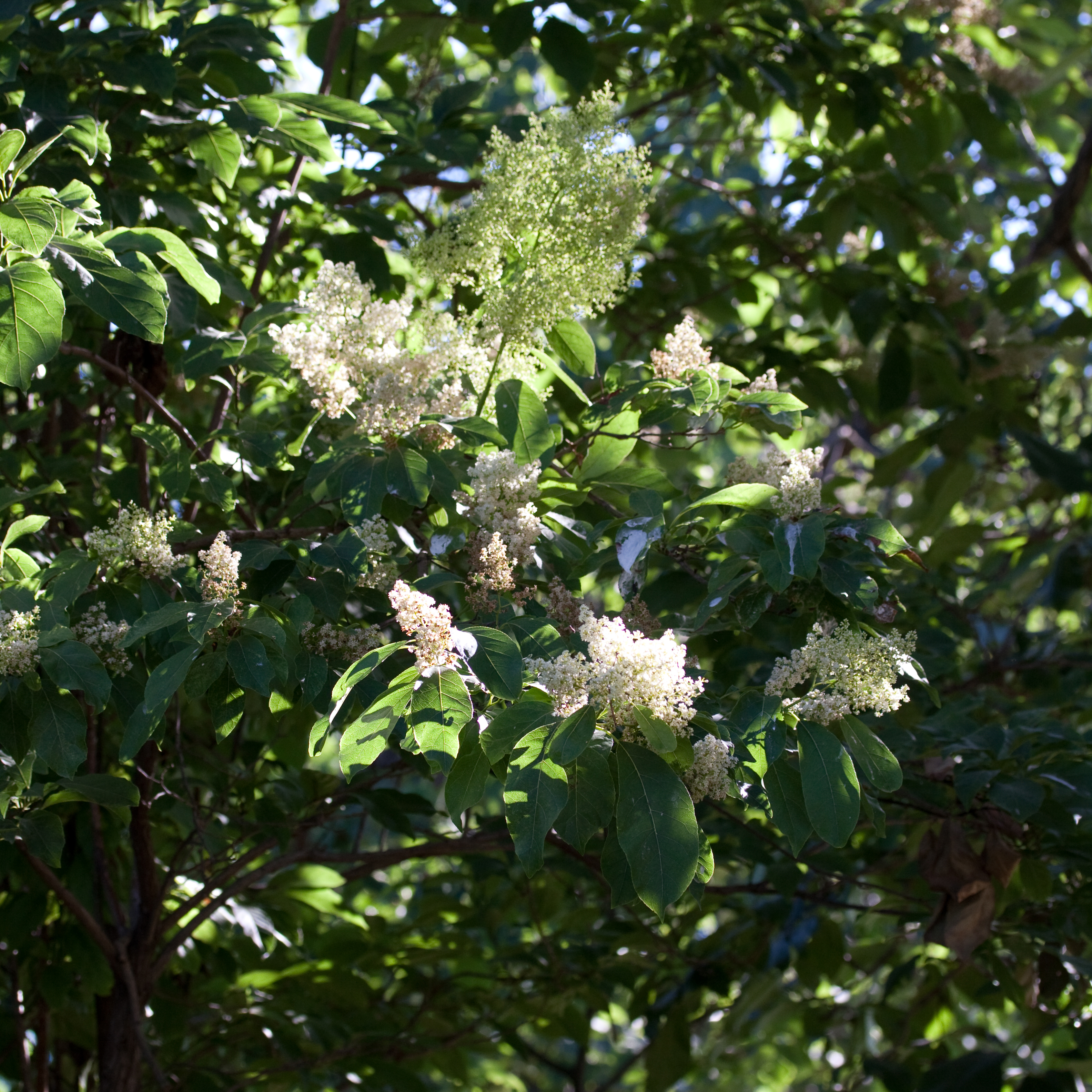
Floraison
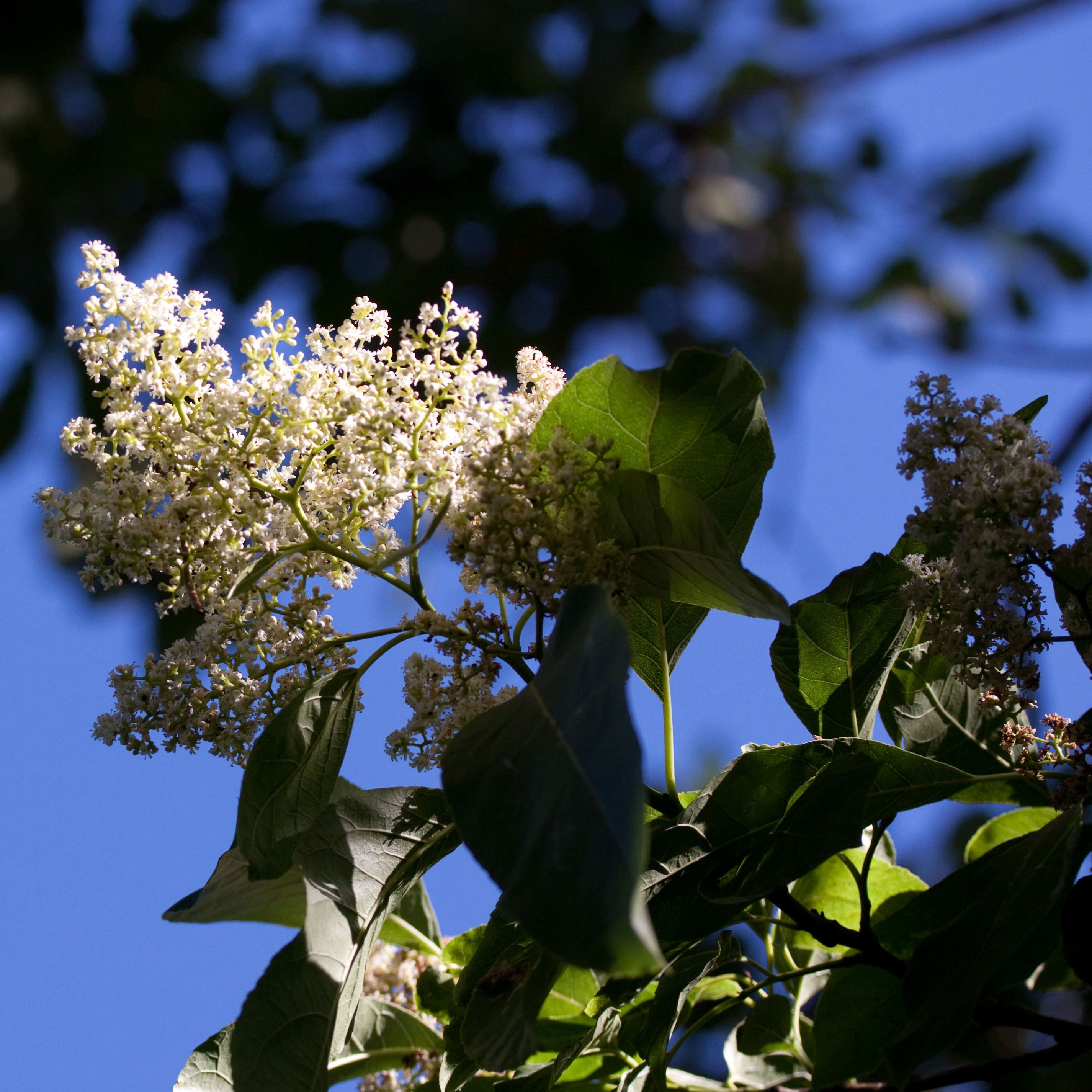
Fleurs
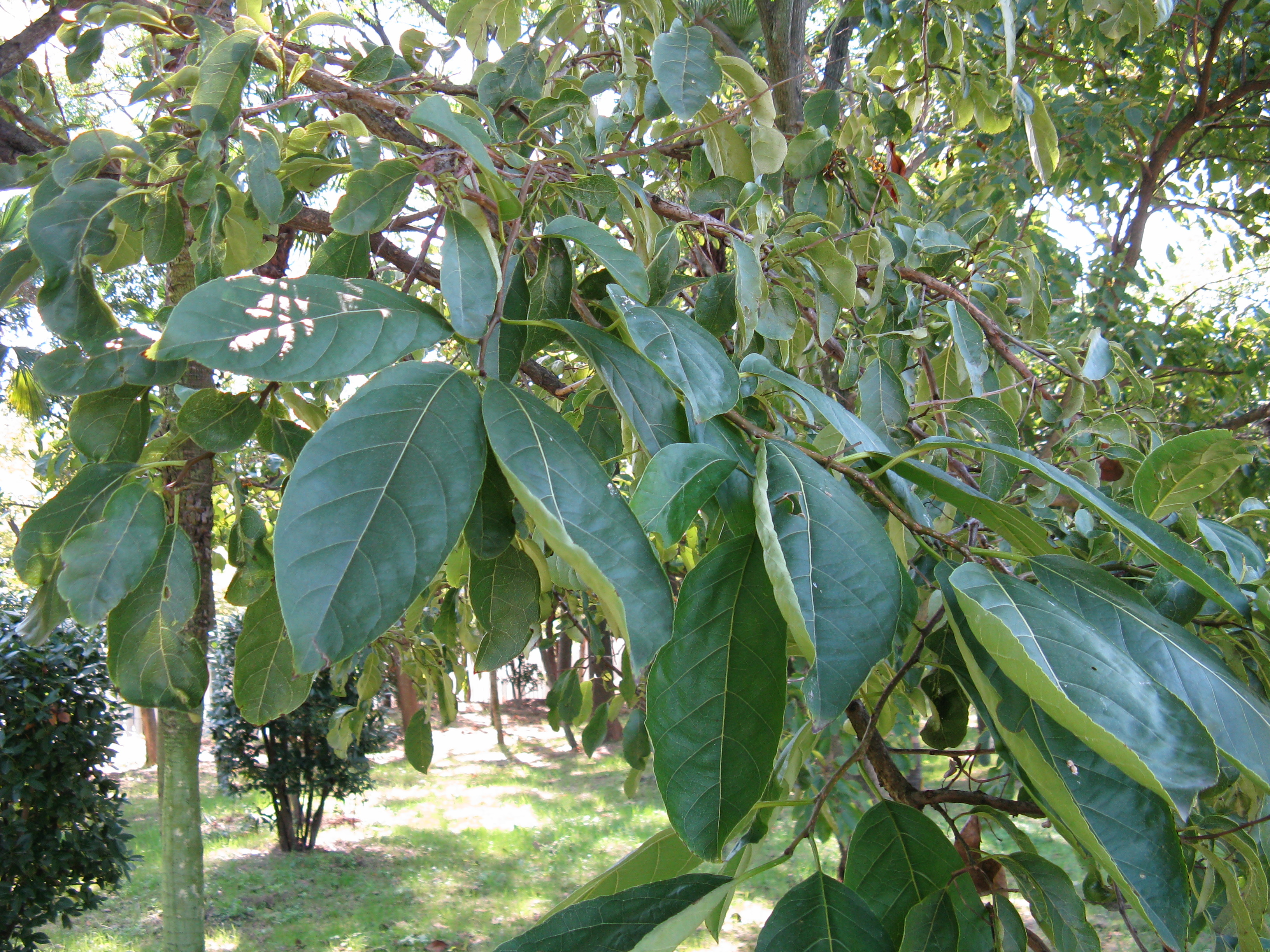
Feuilles et fruits
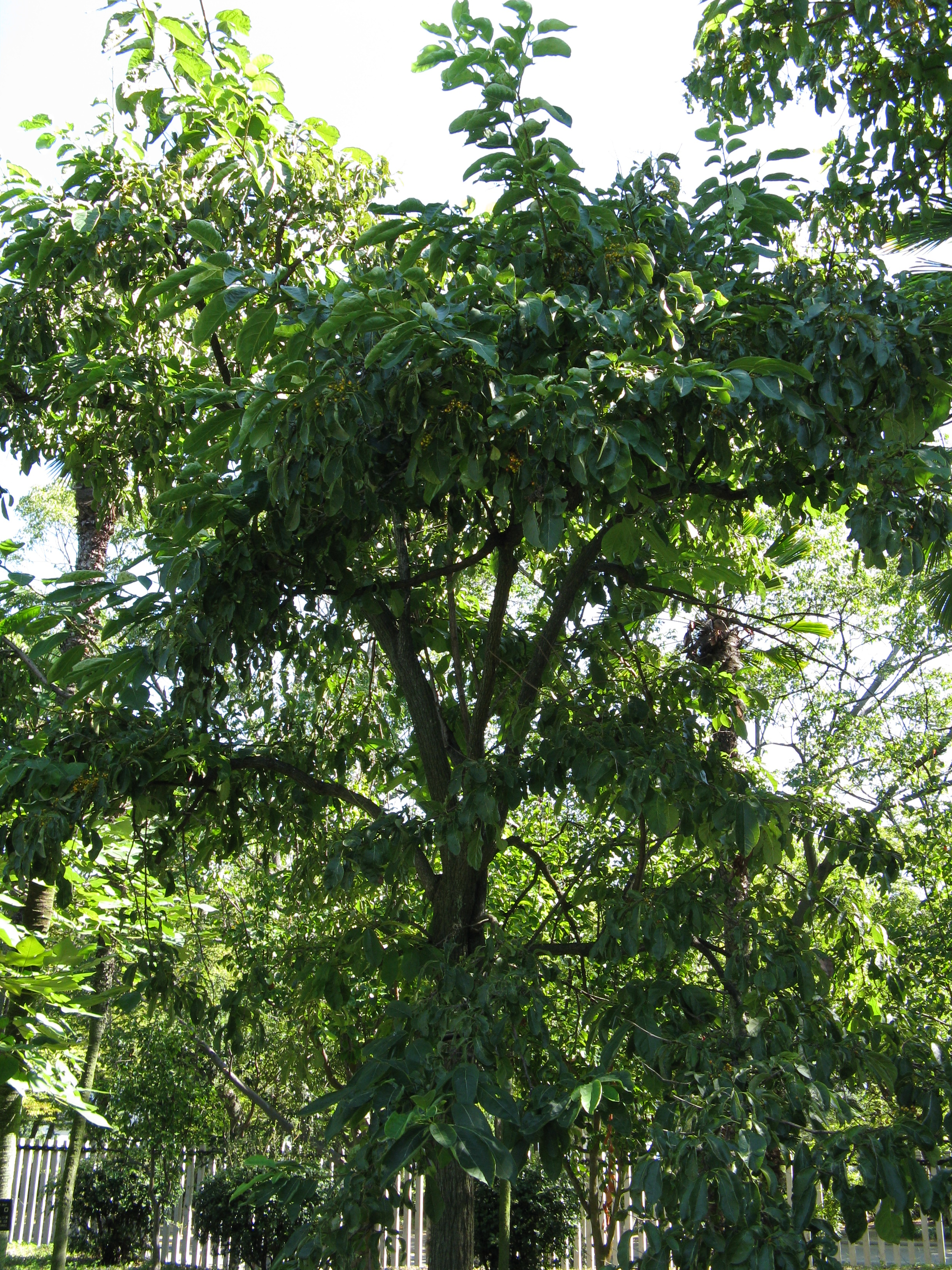
Aspect général

## Habitat et culture

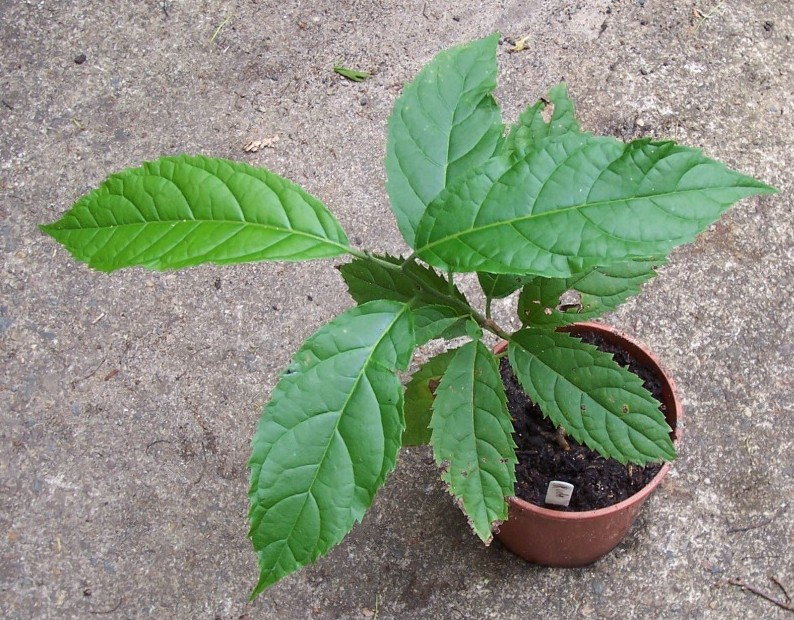
Jeune plant

Cet arbre pousse naturellement dans les terrains ensoleillés (il se développe mal sous un couvert), dans des terrains plutôt humides mais il est très tolérant quant à l’alcalinité ou l’acidité du sol.
Sa propagation par semis est relativement aisée.

## Utilisations et intérêts
Le fruit est comestible, consommé frais à maturité - sucré mais insipide - ou en condiment récolté vert, sans être toutefois commercialement exploité.
Son bois, quoique d’assez faible résistance - densité : 0,51 - , peut être utilisé en ébénisterie ou en bois d’œuvre.
Il est aussi planté comme arbre d’ornement.
Cette espèce est aussi signalée comme plante mellifère dans les plaines côtières.
1. ↑  Rapport de la FAO : Bees and their role in forest livelihoods - page 64, tableau 12  FAO